# Brackley
Brackley is een civil parish in het bestuurlijke gebied South Northamptonshire, in het Engelse graafschap Northamptonshire. De plaats telt 13.018 inwoners.

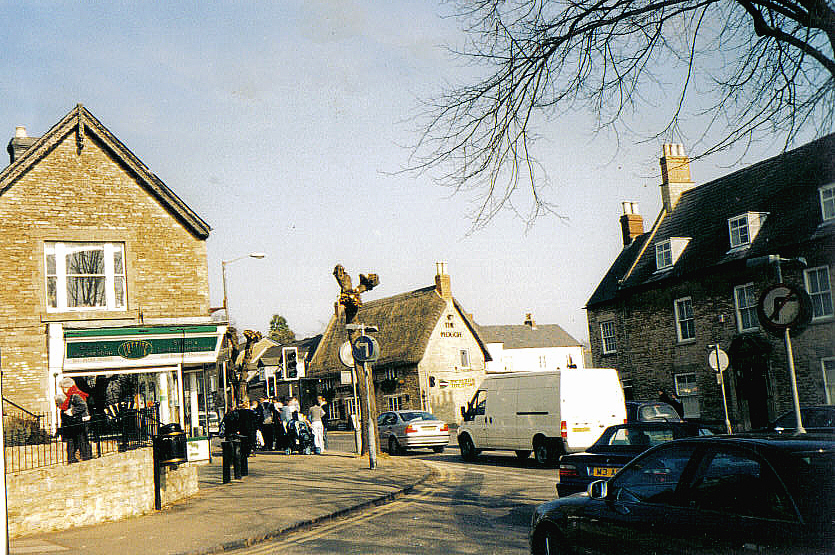
Brackley

## Industrie
In de plaats Brackley is ook industrie te vinden dat vooral te maken heeft met de Formule 1. Mercedes AMG Petronas Formula One Team is volledig in Brackley gevestigd, ook het Nederlandse Spyker F1 had er een windtunnel in gebruik.